# Kloster Loos

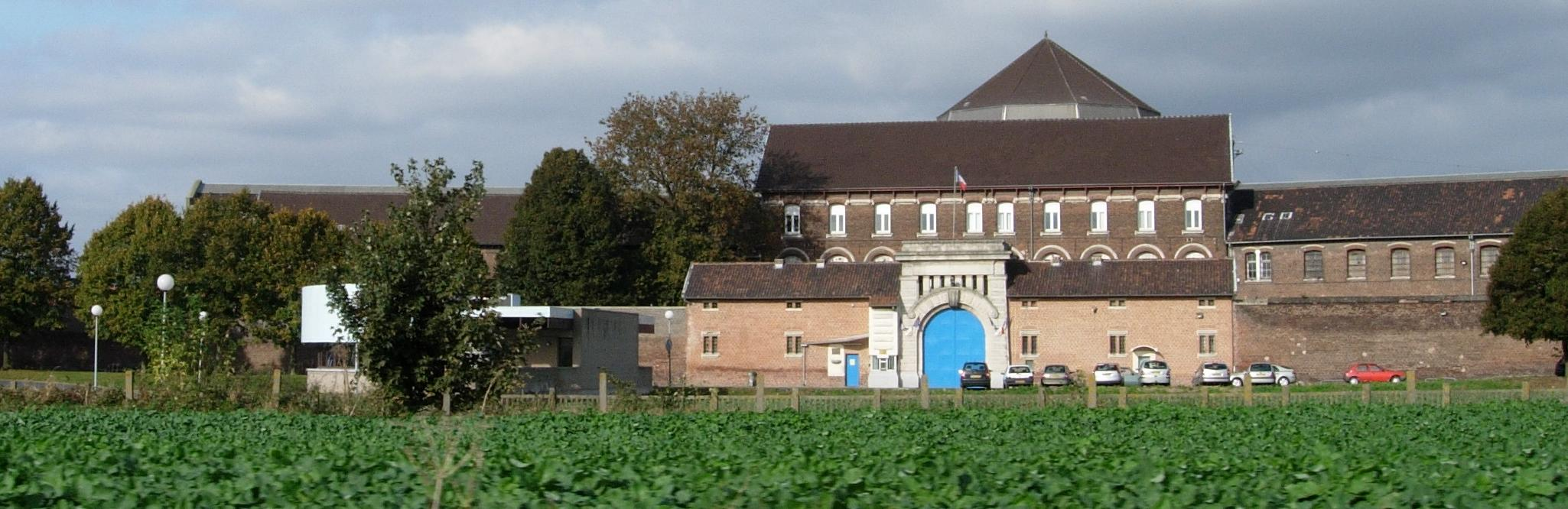
Die ehemalige Abtei, jetzt Gefängnis

Das Kloster Loos (Notre-Dame de Loos, Looz, Laudes B.M.V.) ist eine ehemalige Zisterzienserabtei in der Gemeinde Loos im Département Nord (Region Hauts-de-France in Frankreich), rund zwei Kilometer westlich von Lille, auf ehemals sumpfigem Gelände im Tal der Deûle.

## Geschichte
Das Kloster wurde 1149 vom Grafen von Flandern Dietrich von Elsass und seiner Frau Sibylle von Anjou gestiftet und von der Primarabtei Clairvaux besiedelt, dessen Filiation es angehörte. Dem Kloster unterstanden mehrere Nonnenklöster und es besaß mehrere Seigneurien und Gutshöfe. Das Gelände wurde von dem Kloster trockengelegt, das schnell großen Reichtum erlangte. 1752 wurde die Abtei in ihrer noch heute vorhandenen Gestalt errichtet. Während der Französischen Revolution fand das Kloster sein Ende. Seit 1817 dienten die Gebäude als Gefängnis.
Im August 2011 wurde das Gefängnis geschlossen. Mittlerweile ist das Gebäude durch Kabeldiebstähle und Vandalismus verwüstet.

## Bauten und Anlage
Die bestehende große Anlage ist ein Ziegel-Steinbau.